# 所字镇
所字镇，是中华人民共和国吉林省松原市乾安县下辖的一个行政建制镇。

## 行政区划
所字镇下辖以下地区：
所字村、则字村、中字村、命字村、令字村、中入村、前入村、前训村、后训村、受字村、仙字村、广字村、图字村、动字村、神字村、物字村、西物村、坚字村、姑字村、操字村、雅字村、丙字村、左字村、达字村和灵字村。